# Gianni Faresin
Gianni Faresin est un coureur cycliste italien né le 16 juillet 1965 à Marostica, dans la province de Vicence (Vénétie). Il fut professionnel de 1988 à 2004. Il a notamment remporté de Tour de Lombardie en 1995, et fut deux ans plus tard Champion d'Italie sur route. Il est actuellement directeur sportif de l'équipe Zalf Euromobil Désirée Fior.
Son fils Edoardo a également été coureur cycliste. 

## Palmarès

### Palmarès amateur
- 1982
  - Giro di Basilicata
- 1985
  - 2e du Gran Premio Gelati Sanson
  - 3e du Grand Prix de Poggiana
- 1987
  - Tour de Vénétie et des Dolomites
  - Piccola Tre Valli Varesine
  - Gran Premio Gelati Sanson
  - 3e du Giro d'Oro

### Palmarès professionnel
- 1991
  - Grand Prix de l'industrie et de l'artisanat de Larciano
  - Grand Prix de la ville de Camaiore
- 1992
  - Grand Prix de l'industrie et de l'artisanat de Larciano
  - 3e épreuve du Trofeo dello Scalatore
  - 2e du championnat d'Italie sur route
  - 2e du Grand Prix de la ville de Camaiore
  - 3e du Tour de Toscane
- 1993
  - 2e de la Classique de Saint-Sébastien
- 1994
  - 3e étape du Tour du Trentin
  - Grand Prix de Cordignano
  - 3e du championnat d'Italie sur route (Trophée Melinda)
  - 3e du Grand Prix de la ville de Camaiore
  - 8e de la Leeds International Classic
  - 9e du Tour de Romandie
- 1995
  - Hofbrau Cup :
    - Classement général
    - 3e étape

  - Tour de Lombardie
  - 2e du Tour de Vénétie
  - 2e de Florence-Pistoia
  - 3e du Trophée Melinda
- 1996
  - 3e étape du Tour du Trentin
  - 2e du Tour de Suisse
  - 2e de la Coppa Sabatini
  - 3e du Tour des Apennins
  - 3e du Mémorial Nencini
- 1997
  -  Champion d'Italie sur route (Grand Prix de l'industrie et de l'artisanat de Larciano)
  - 9e du Tour d'Espagne
- 1998
  - 2e du Tour de Vénétie
  - 6e du Tour d'Italie
- 1999
  - 2e de Paris-Tours
- 2000
  - LuK-Cup
  - 2e de la Clásica de Sabiñánigo
  - 2e de la Coppa Sabatini
- 2001
  - Trophée Matteotti
  - 2e du Trophée Melinda
  - 2e de la Coppa Placci
  - 2e du Tour du Latium
  - 3e de la Klasika Primavera
  - 3e du Grand Prix de la ville de Camaiore
- 2002
  - 2e de la Coppa Agostoni

## Résultats sur les grands tours

### Tour de France
3 participations
- 1993 : 11e
- 1994 : non partant (12e étape)
- 1999 : 23e

### Tour d'Italie
14 participations
- 1988 : 50e
- 1990 : 44e
- 1991 : 17e
- 1992 : 13e
- 1993 : 23e
- 1994 : 31e
- 1995 : 42e
- 1996 : 19e
- 1997 : 28e
- 1998 : 6e
- 2001 : 19e
- 2002 : 21e
- 2003 : 17e
- 2004 : non-partant (10e étape)

### Tour d'Espagne
4 participations
- 1989 : 50e
- 1997 : 9e
- 1999 : 25e
- 2000 : 20e